# Porricondyla pergrata
Porricondyla pergrata är en tvåvingeart som beskrevs av Boris Mamaev 1986. Porricondyla pergrata ingår i släktet Porricondyla och familjen gallmyggor.
Artens utbredningsområde är Turkmenistan. Inga underarter finns listade i Catalogue of Life.